# Pontus Braunerhjelm

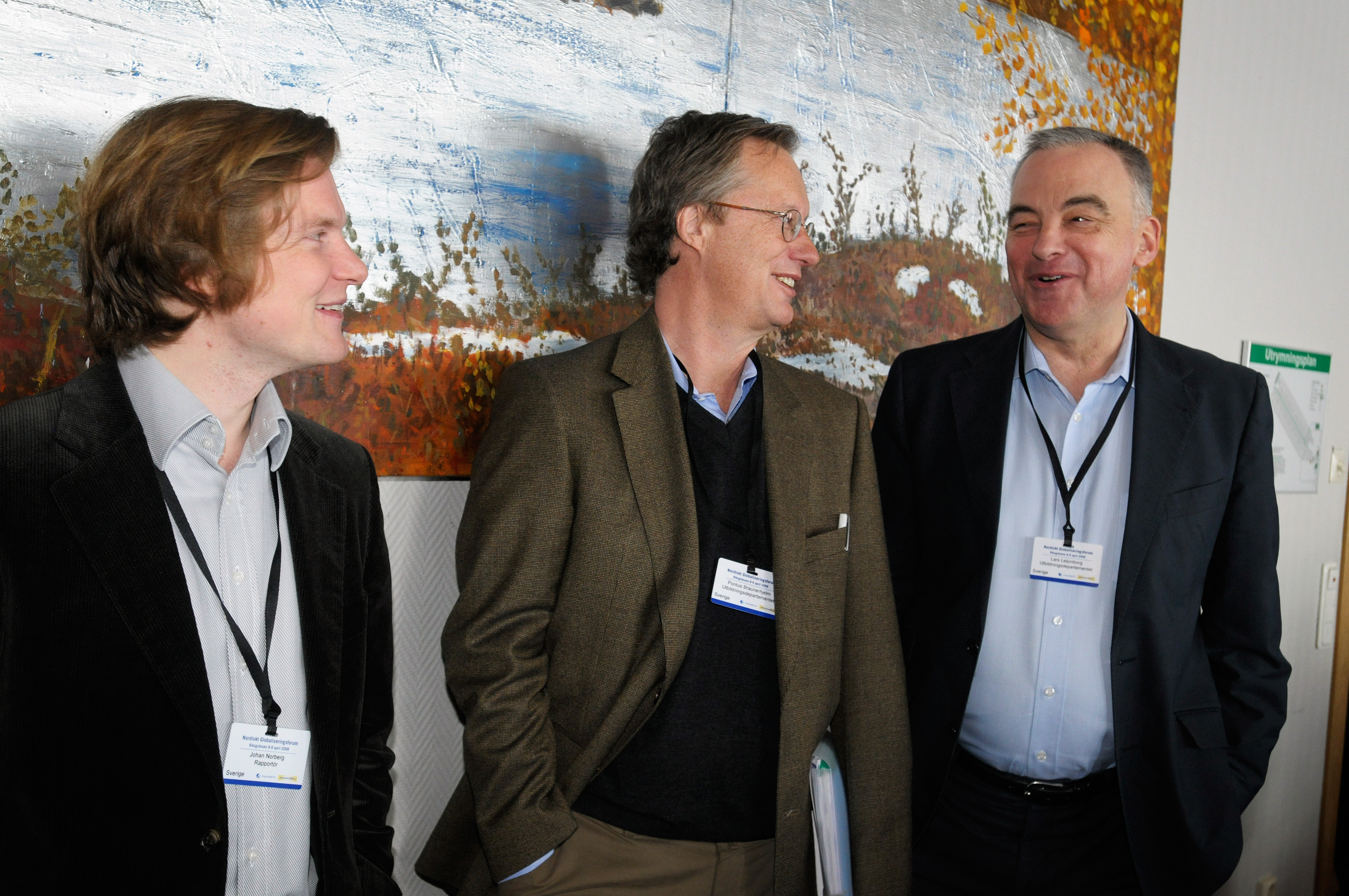
Pontus Braunerhjelm (i mitten) tillsammans med Johan Norberg och Lars Leijonborg.

Pontus Braunerhjelm, född 1953, är en svensk ekonom som är verksam som professor vid Blekinge Tekniska Högskola (BTH). Han har tidigare varit professor vid Kungliga Tekniska Högskolan (KTH), huvudsekreterare vid Globaliseringsrådet, samt fram till 2014 verkställande direktör i Entreprenörskapsforum där han fortfarande är verksam som forskningsledare.

## Biografi
Braunerhjelm tog doktorsexamen i internationell ekonomi vid The Graduate Institute of International Studies i Genève 1994 och även en doktorsexamen vid Internationella Handelshögskolan i Jönköping 1999 på doktorsavhandlingen Knowledge capital, firm performance and network production.
Braunerhjelm har varit verksam som vice VD vid Industriens utredningsinstitut (IUI) från 1994 till 2000, och vid Studieförbundet Näringsliv och Samhälle (SNS) från 2000, där han var forskningsledare från 2003 och samtidigt adjungerad professor i nationalekonomi vid Linköpings universitet. Han utsågs 2005 till gästprofessor i internationell affärsverksamhet vid KTH under perioden mars 2005 till februari 2010. Gästprofessuren finansieras genom en donation av entreprenören och uppfinnaren Leif Lundblad.
Braunerhjelm invaldes 2009 som ledamot av Ingenjörsvetenskapsakademien.
Den 3 april 2014 utsågs Braunerhjelm till ordförande för, den av regeringen, utsedda Entreprenörskapskommittén med uppdrag att se över företagsskatterna och förutsättningarna för att starta, driva, utveckla och äga företag i Sverige.
Hans vetenskapliga publicering har (2025) enligt Google Scholar ett h-index på 42.